# 오타카 시노부
오타카 시노부(大高 忍)는 일본의 만화 작가이다.

## 작품
- 《스모모모모모모 ~지상최강의 신부~》
- 《마기》
- 《마기 신드밧드의 모험》
- 《오리엔트》